# اوگیلوی، استرالیای غربی
اوگیلوی (به انگلیسی: Ogilvie) یک منطقهٔ مسکونی در استرالیا است که در استرالیای غربی واقع شده‌است.